# Randegan Kulon
Randegan Kulon is een bestuurslaag in het regentschap Majalengka van de provincie West-Java, Indonesië. Randegan Kulon telt 3216 inwoners (volkstelling 2010).